# رود سوید
رود سوید (انگلیسی: Svid) یک رودخانه در استان آرخانگلسک کشور روسیه است.